# Іванов Микита Васильович
Микита Васильович Іванов (рос. Никита Васильевич Иванов; 31 березня 1989, м. Темиртау, СРСР) — казахський хокеїст, нападник. Виступає за «Кубань» (Краснодар) у Вищій хокейній лізі.
Вихованець хокейної школи «Сибір» (Новосибірськ). Виступав за «Сибір-2» (Новосибірськ), «Барис» (Астана), «Крила Рад» (Москва), МХК «Крила», ХК «Саров». 
У складі молодіжної збірної Казахстану учасник чемпіонатів світу 2008 і 2009. У складі юніорської збірної Казахстану учасник чемпіонату світу 2007 (дивізіон I).